# Norbert Jacques
Norbert Jacques, född 6 juni 1880 i Eich i Luxemburg, död 15 maj 1954 i Koblenz i Västtyskland, var en tyskspråkig författare av romaner, noveller, reseskildringar mm. Hans mest kända roman är Dr Mabuse, spelaren (1921).

## Biografi
Norbert Jacques föddes 1880 i Eich, en förort till staden Luxemburg. Han växte upp i en välbeställd köpmansfamilj. 1901 flyttade han till Bonn i Tyskland för att läsa juridik men drogs där i stället in i litterära och konstnärliga kretsar. Han gav också ut en diktsamling, Im Banne (1901), den första av ett femtiotal böcker i olika genrer. Sedan han avbrutit studierna arbetade han några år som journalist i Berlin och Hamburg, men anställningarna blev kortvariga på grund av hans politiserande texter. 1905 gjorde han en lång resa till Sydamerika. Han skulle genom åren göra omfattande resor runt om i världen.
1912 gifte han sig med judinnan Margerite Samuely från Wien.
Norbert Jacques var luxemburgsk medborgare men kände sig som tysk. När första världskriget bröt ut 1914 anmälde han sig som frivillig till den tyska krigsmakten men avvisades för att han inte var tysk. I stället verkade han som krigskorrespondent för Frankfurter Zeitung. Han blev tysk medborgare 1922. Efter det nazistiska maktövertagandet 1933 fick familjen problem eftersom hustrun var judinna. Hon lyckades flytta till USA, deras två döttrar kunde blir medborgare i Luxemburg men Norbert Jacques valde att stanna i Tyskland. Under andra världskriget deltog han i tyska propagandasändningar riktade till Beneluxländerna. Efter kriget deporterades han till Luxemburg men utvisades därifrån 1946 på livstid som fosterlandsförrädare. Han avled 1954 i Västtyskland.

## Författarskap
Jacques gav ut ett femtiotal böcker. Det var historiskt-biografiska romaner, reseberättelser, äventyrsromaner och essäer. Han gjorde översättningar, skrev tidningsartiklar och filmmanuskript och höll föredrag, bland annat i Stockholm 1922. Han var sammantaget en tämligen framgångsrik författare som kritiserade kolonialismen och eurocentrismen.
Den första litterära framgången kom med Funchal (1909), en nyromantisk och impressionistisk roman. Störst kommersiell succé gjorde Dr. Mabuse, der Spieler som publicerades både som följetong och som bok i två delar (1921-1922). 1922 översattes en bok till svenska, På långfärd och fest bland kineser : tusen kilometer på Jangtsekiang (original 1915), men sedan dröjde hundra år innan nästa översättning kom, Dr Mabuse, spelaren (2022, översättning Peter Handberg).
På svenska finns också en längre tidningsartikel, En djävul kom lös (1923). Jacques skriver om den nöd som drabbat det tyska folket efter Versaillesfreden 1919. Det är särskilt ”den tyske borgaren, den tyska medelklassen, den klass ur vilken Dürer och Goethe utgingo” som ”ligger och förblöder i de stora städerna” på grund av de orättfärdiga villkoren i fredsavtalet.

### Dr Mabuse, spelaren

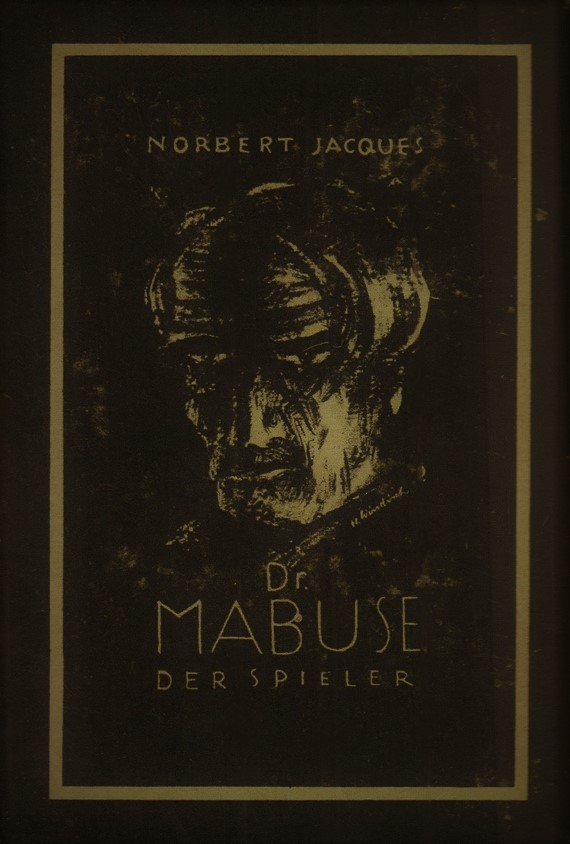
Dr Mabuse, der Spieler (1921)

Norbert Jacques är idag främst ihågkommen för en enda bok, Dr Mabuse, spelaren. Den blev en stor succé när den gavs ut 1921-1922 och berömmelsen levde vidare till stor del för att regissören Fritz Lang filmatiserade romanen redan 1922 (Dr. Mabuse, der Spieler) efter ett manus av Thea von Harbou. Filmens handling skiljer sig dock i viktiga avseenden från bokens.
Romanens dr Mabuse är psykiater, hypnotisör och ledare av ett brottssyndikat. Han föraktar Europa med dess dekadens och korruption och drömmer om att upprätta en egen stat i Sydamerika. Projektet finansierar han med pengar från smuggling, falskspel och prostitution. Han är en mästare på att förklä sig. Som hypnotisör styr han andra människors tänkande. Mot sig har han den idealistiske åklagaren von Wenk som med alla medel försöker besegra Mabuse. De båda männen rivaliserar också om samma kvinna.
Romanen beskrivs som ”ytterst spännande, trots en ibland svulstig stil”. Bokens Mabuse, till skillnad från filmens, är fysiskt brutal. Han slår och misshandlar, inte minst sina egna underhuggare. Han super och lever självdestruktivt. I boken är handlingen förlagd till München, i filmen till Berlin. Doktor Mabuses slutliga öde i boken blir också annorlunda i filmen.
Gestalten dr Mabuse förekommer även i Jacques sf-roman Ingenieur Mars (1922). 1930 påbörjade Jacques en fortsättning på Dr Mabuse, spelaren. Det ofullbordade manuskriptet, Mabuses Kolonie, gavs ut postumt 1994.
En mer regelrätt fortsättning gav Jacques ut 1950, Dr. Mabuses letztes Spiel.
1933 gjorde Fritz Lang en uppföljare till filmen, Dokter Mabuses testamente. Inför filmatiseringen hade Lang diskuterat handlingen med Jacques, men filmen är i allt väsentligt Langs och manusförfattaren von Harbous verk.